# Бретенбах
Бретенбах (фр. Breitenbach) насеље је и општина у источној Француској у региону Алзас, у департману Доња Рајна која припада префектури Селестат Ерштајн.
По подацима из 2011. године у општини је живело 696 становника, а густина насељености је износила 59,34 становника/km². Општина се простире на површини од 11,73 km². Налази се на средњој надморској висини од 350 метара (максималној 1.073 m, а минималној 304 m).

## Демографија
| 1962. | 1968. | 1975. | 1982. | 1990. | 1999. | 2011. |
| ----- | ----- | ----- | ----- | ----- | ----- | ----- |
| 714   | 726   | 747   | 642   | 671   | 652   | 696   |

График промене броја становника у току последњих година